# Ревин, Валерий Петрович
Валерий Петрович Ревин (20 апреля 1943 — 12 января 2020) — советский и российский учёный-юрист в области уголовного права, доктор юридических наук (1994), профессор (1994). Заслуженный деятель науки Российской Федерации (1997).

## Биография
Родился 20 апреля 1943 года в Алма-Ате в военной семье, его отец погиб на войне.
С 1972 года после окончания Омской Высшей школы милиции МВД СССР служил оперуполномоченным отдела оперативной службы УМВД Новосибирского облисполкома. С 1978 года после окончания Академии МВД СССР, оставлен при академии — научный сотрудник и старший научный сотрудник Академии МВД СССР. С 1980 года — адъюнкт, с 1985 года —доцент, заместитель начальника кафедры уголовной политики и уголовного права Академии МВД СССР. С 1994 по 2002 годы — руководитель кафедры уголовной политики и организации профилактики преступлений Академии управления МВД России.
В 1982 году защитил кандидатскую диссертацию на тему: «Организационно-тактические проблемы профилактики преступлений, совершаемых в сфере бытовых отношений», в 1994 году — докторскую диссертацию на тему: «Современные проблемы изучения и организации борьбы с преступлениями в сфере семейно-бытовых и молодёжно-досуговых отношений». В 1994 году присвоено звание профессор.
С 1990-х годов преподавал на кафедре «Налоговая полиция» в Финансовой академии при Правительстве РФ. С 2002 по 2019 годы — профессор кафедры уголовного права процесса и криминалистики Московский государственный университет приборостроения и информатики, профессор кафедры уголовного права и процесса Института права и национальной безопасности Тамбовского государственного университета им. Г. Р. Державина и заведующий кафедры уголовно-правовых дисциплин Юридического факультета ИМПЭ им. А. С. Грибоедова.
Помимо основной преподавательской деятельности В. П. Ревин являлся экспертом Верховного Совета РСФСР и Государственной Думы РФ, консультантом Совета безопасности РФ и Государственно-правового управления Президента РФ. Был членом Экспертного совета Уполномоченного по правам человека в Российской Федерации, принимал участие в разработке и выступал в качестве эксперта по федеральным программам борьбы с преступностью, концепции национальной безопасности, а также ряда законопроектов, в том числе уголовного законодательства, проектов федеральных законов об общественной безопасности, об основах государственной системы профилактики преступлений, о борьбе с коррупцией, о создании специализированного правосудия по делам несовершеннолетних.
Активное участие В. П. Ревин принимал в работе международных научных организаций, являлся членом научно-консультативного совета Парламентского Собрания Союза Беларуси и России, экспертом от России по разработке прогноза преступности в Европейских государствах, членом Ассоциации юристов России.
Умер 12 января 2020 года в Москве.

## Членство в академиях и университетах
- Действительный член МАИ (1994)
- Действительный член РАЕН (1996)
- Действительный член Нью-Йоркской академии наук
- Действительный член Академии военных наук (1996)
- Почётный профессор Европейского университета (1997)

## Награды
- Заслуженный деятель науки Российской Федерации (1997)
- Почётный работник высшего профессионального образования Российской Федерации
- Нагрудный знак «Почётный сотрудник МВД»